# Lista craterelor de impact de pe Pământ

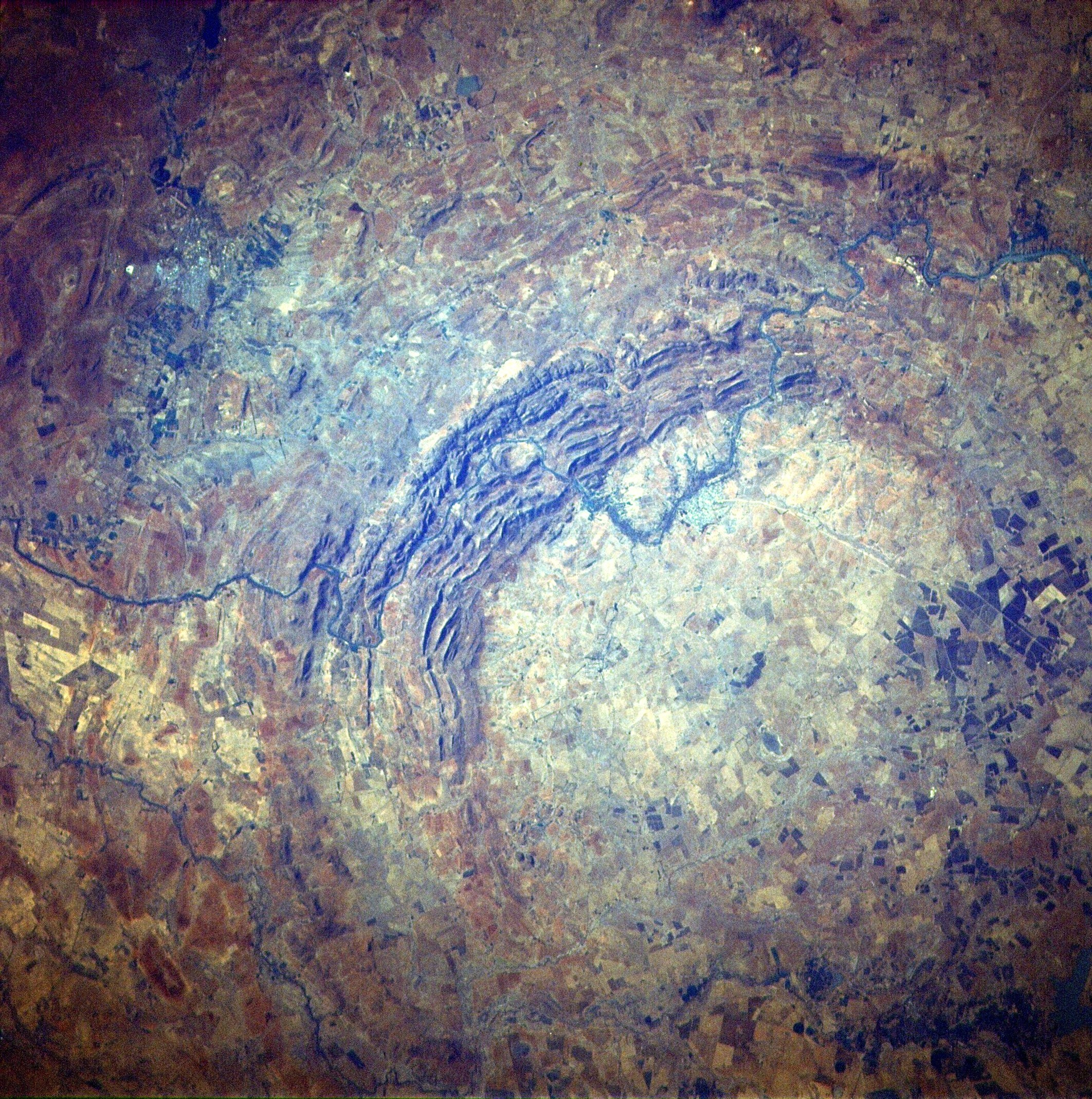
Craterul Vredefort, 300 km.

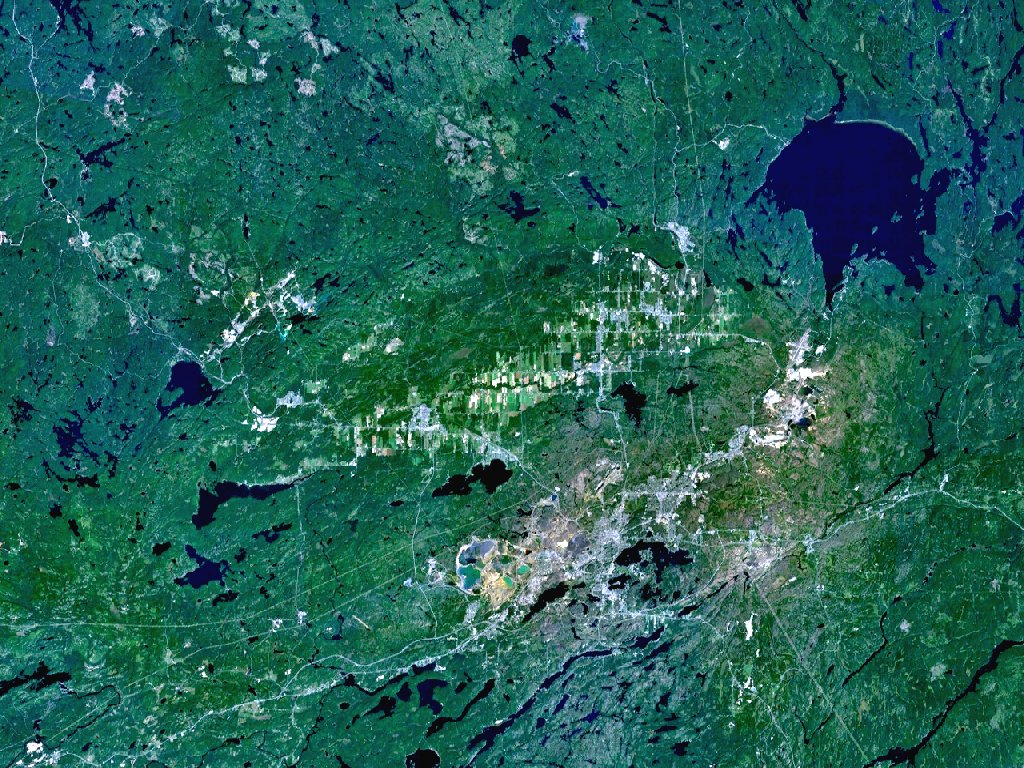
Bazinul Sudbury, 250 km.

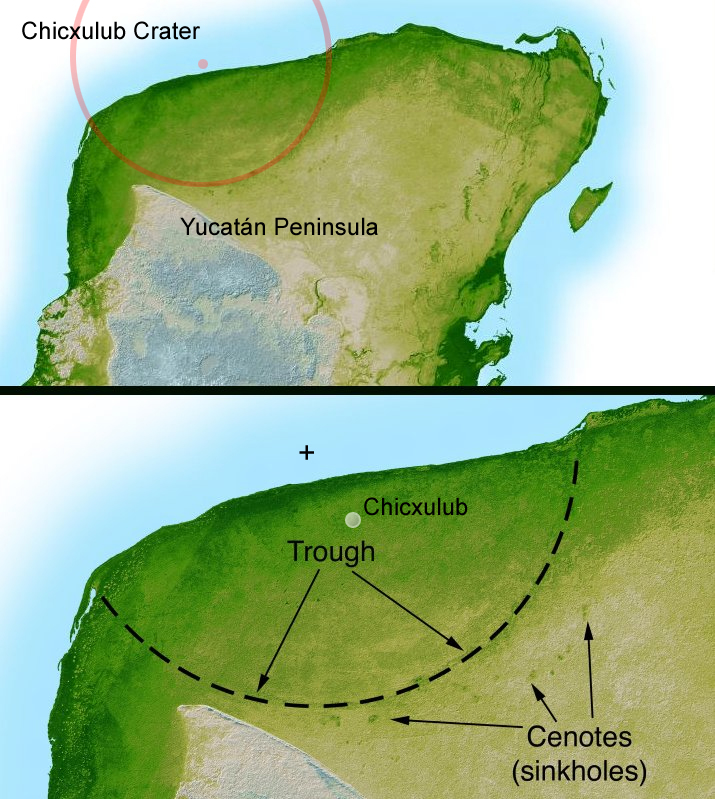
Craterul Chicxulub, 170 km.

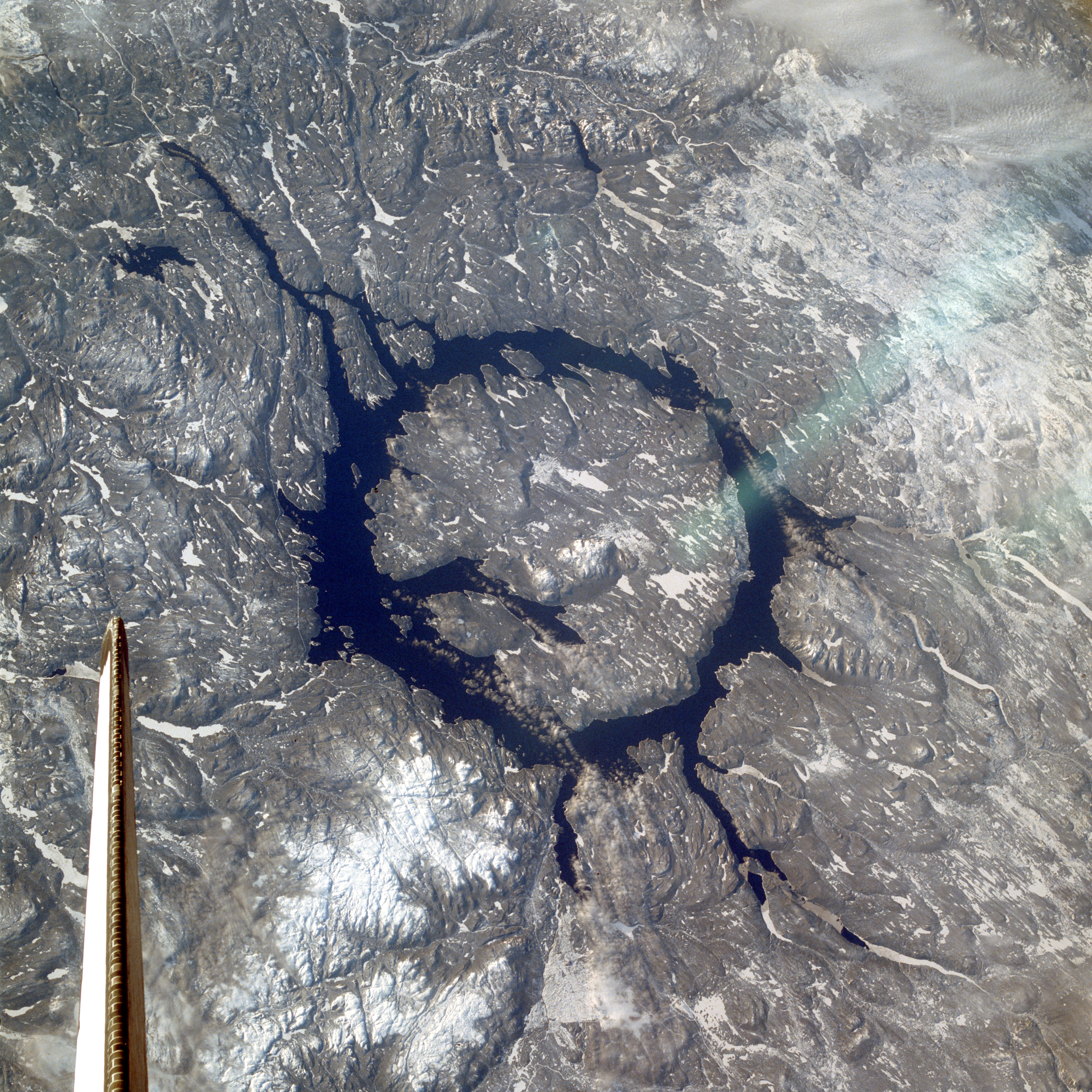
Craterul Manicouagan, 100 km.

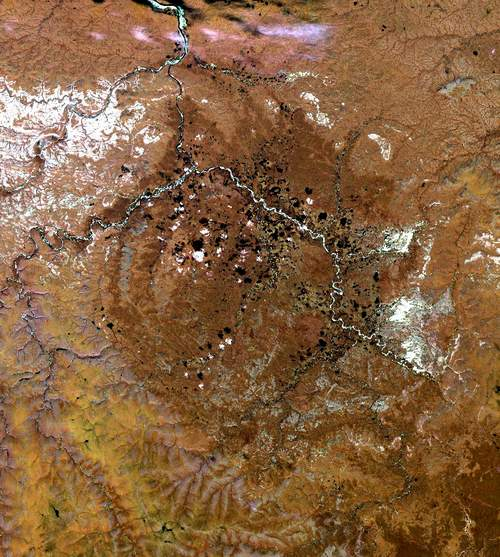
Craterul Popigai, 100 km.

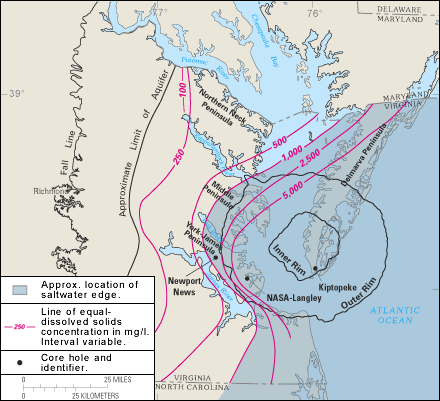
Craterul Chesapeake Bay, 90 km.

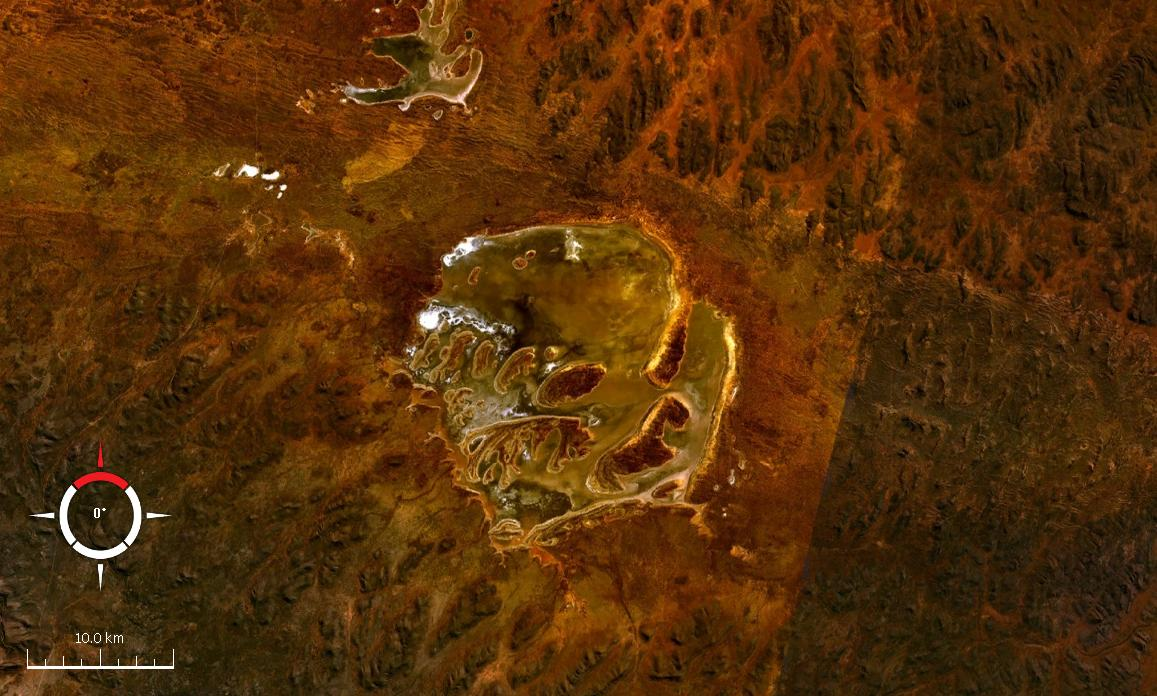
Craterul Acraman, 90 km.

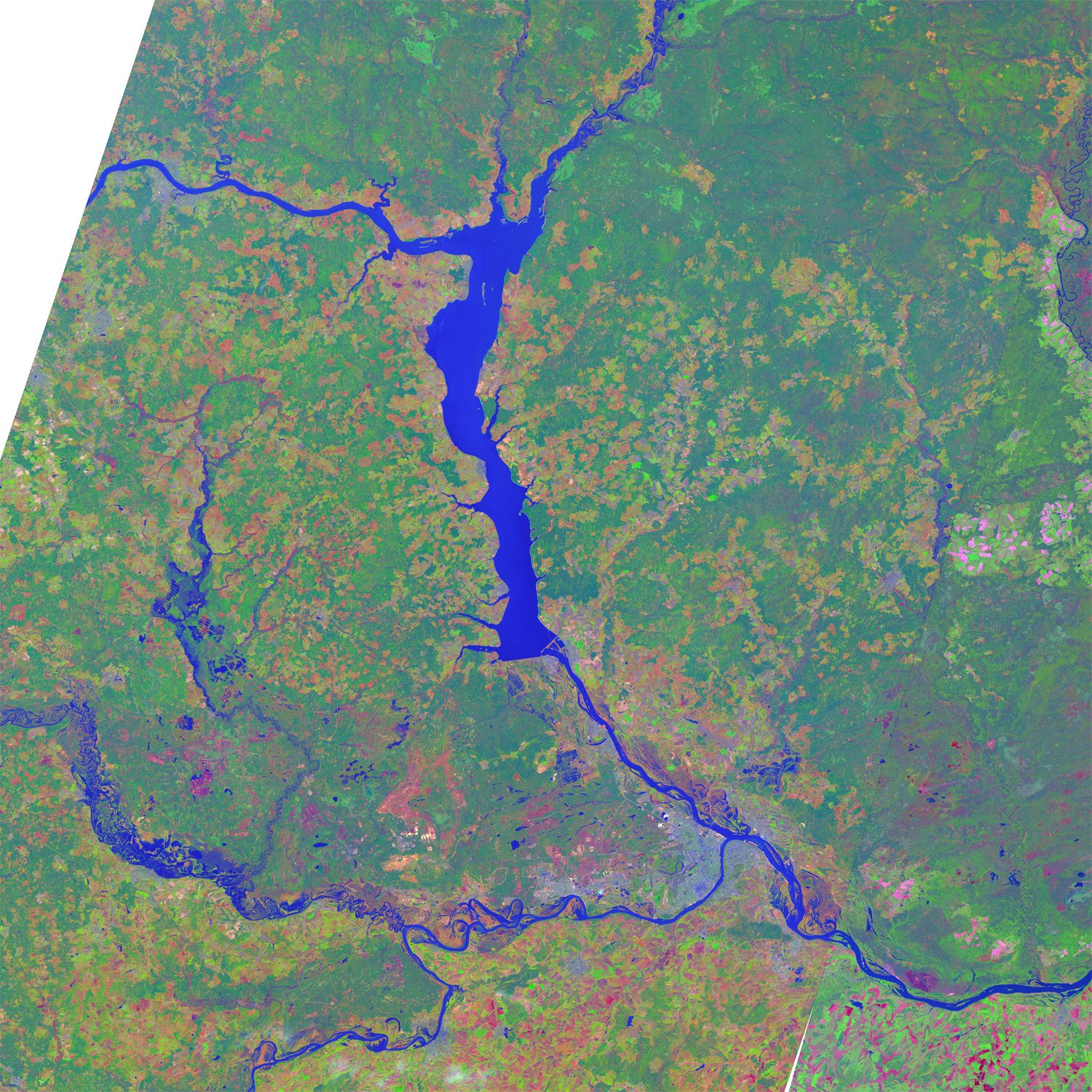
Craterul Puchezh-Katunki, 80 km.

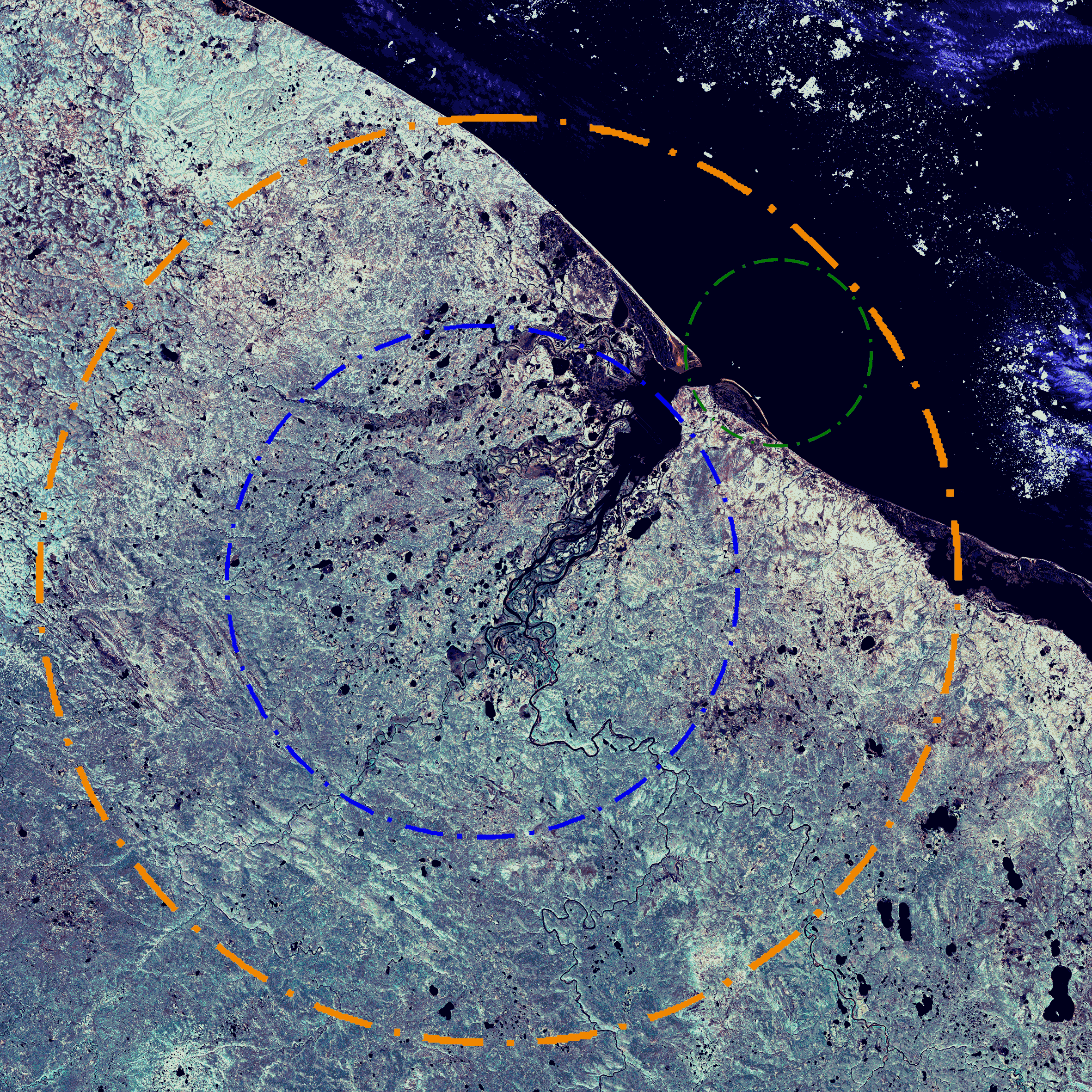
Craterul Kara, 65 km.

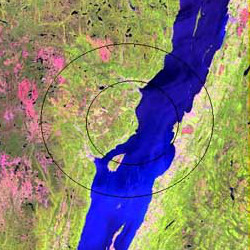
Craterul Charlevoix, 54 km.

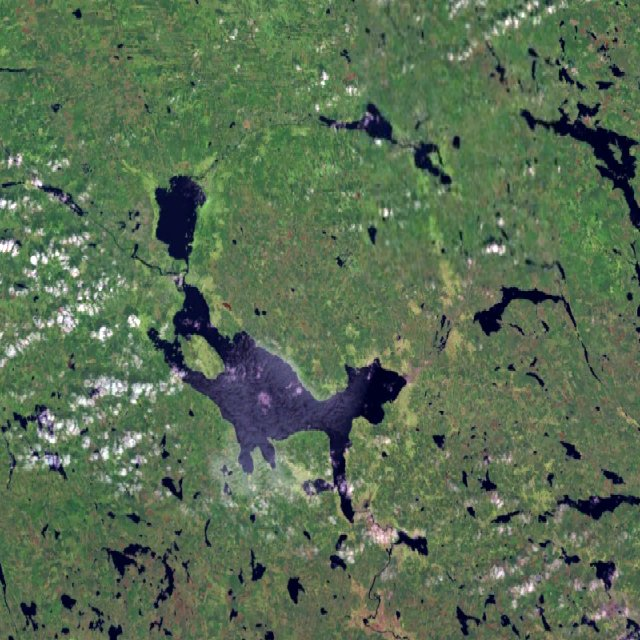
Siljan, 52 km.

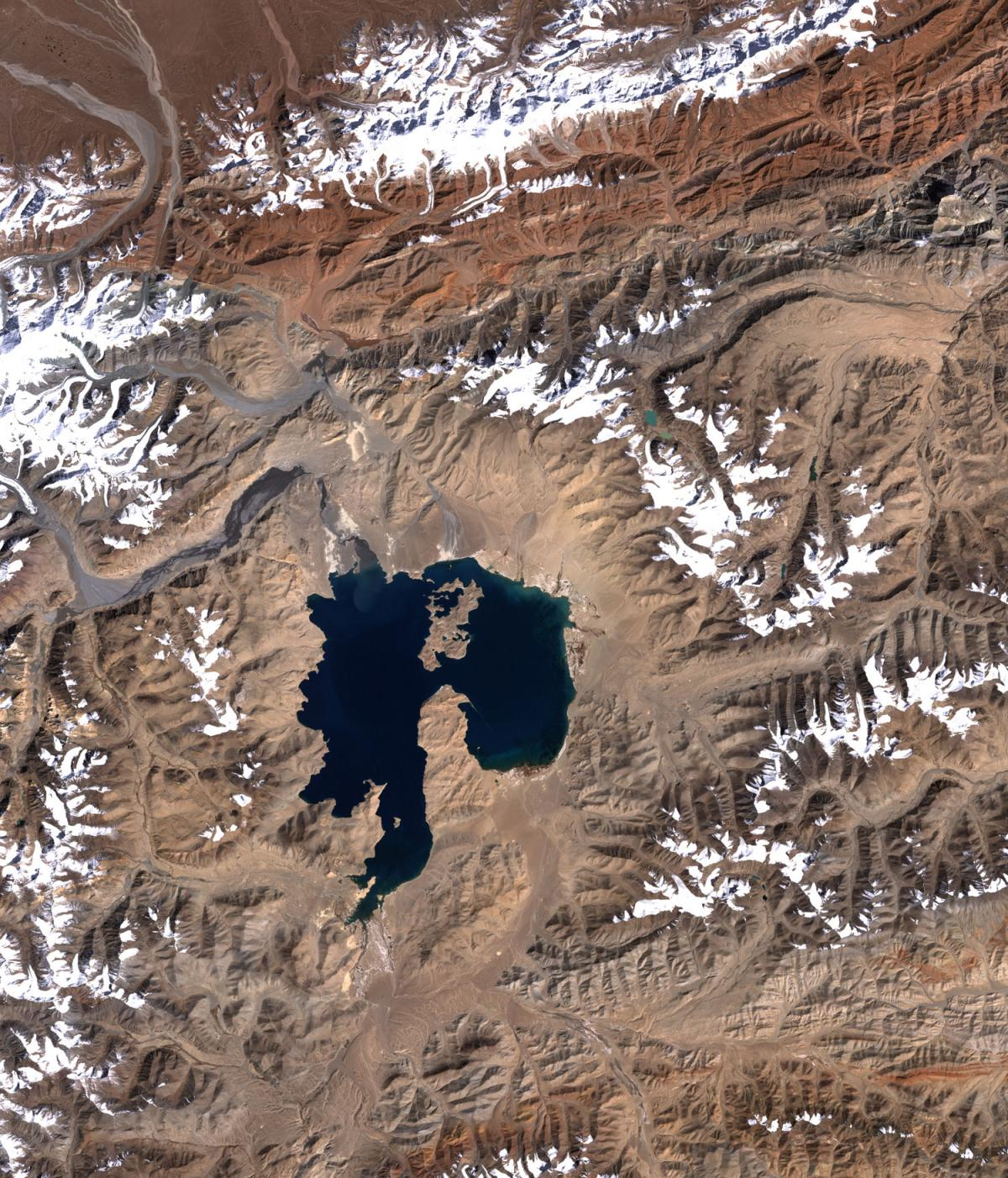
Karakul, 52 km.

Această listă de cratere de impact de pe Pământ conține cratere de impact confirmate, după cum figurează în baza de date a Earth Impact Database.

## Cratere de impact confirmate listate după mărime
Doar cele mai mari cratere (peste 20 km în diametru) sunt enumerate mai jos, restul sunt enumerate pe regiuni geografice. Aceste cratere au fost cauzate de coliziunile meteoriților mari sau cometelor cu Pământul. Pentru craterele erodate sau îngropate, diametrul declarat de obicei se referă la o estimare a diametrului jantei originale, și poate să nu corespundă cu caracteristicile aflate azi la suprafață. 
| Nume            | Locație                                      | Diametru (km) | Vârstă (milioane ani) | Coordonate                                      |
| --------------- | -------------------------------------------- | ------------- | --------------------- | ----------------------------------------------- |
| Vredefort       | Free State, Africa de Sud                    | 300           | 2.020                 | 27°0′S 27°30′E / 27.000°S 27.500°E              |
| Sudbury         | Ontario, Canada                              | 250           | 1.850                 | 46°36′N 81°11′V / 46.600°N 81.183°V             |
| Chicxulub       | Yucatán, Mexic                               | 170           | 65                    | 21°20′N 89°30′V / 21.333°N 89.500°V             |
| Manicouagan     | Quebec, Canada                               | 100           | 214                   | 51°23′N 68°42′V / 51.383°N 68.700°V             |
| Popigai         | Siberia, Rusia                               | 100           | 35,7                  | 71°39′N 111°11′E / 71.650°N 111.183°E           |
| Chesapeake Bay  | Virginia, Statele Unite ale Americii         | 90            | 35,5                  | 37°17′N 76°1′V / 37.283°N 76.017°V              |
| Acraman         | Australia de Sud, Australia                  | 90            | 590                   | 32°1′S 135°27′E / 32.017°S 135.450°E            |
| Puchezh-Katunki | Regiunea Nijni Novgorod, Rusia               | 80            | 167                   | 56°58′N 43°43′E / 56.967°N 43.717°E             |
| Morokweng       | Deșertul Kalahari, Africa de Sud             | 70            | 145                   | 26°28′S 23°32′E / 26.467°S 23.533°E             |
| Kara            | Regiunea Neneția, Rusia                      | 65            | 70                    | 69°6′N 64°9′E / 69.100°N 64.150°E               |
| Beaverhead      | Idaho și Montana, Statele Unite ale Americii | 60            | 600                   | 44°15′N 114°0′V / 44.250°N 114.000°V            |
| Tookoonooka     | Queensland, Australia                        | 55            | 128                   | 27°7′S 142°50′E / 27.117°S 142.833°E            |
| Charlevoix      | Quebec, Canada                               | 54            | 342                   | 47°32′N 70°18′V / 47.533°N 70.300°V             |
| Siljan          | Dalarna, Suedia                              | 52            | 377                   | 61°2′N 14°52′E / 61.033°N 14.867°E              |
| Karakul         | Pamir, Tadjikistan                           | 52            | 5                     | 39°1′N 73°27′E / 39.017°N 73.450°E              |
| Montagnais      | Noua Scoție, Canada                          | 45            | 50                    | 42°53′N 64°13′V / 42.883°N 64.217°V             |
| Araguainha      | Centrul Braziliei                            | 40            | 244                   | 16°47′S 52°59′V / 16.783°S 52.983°V             |
| Saint Martin    | Manitoba, Canada                             | 40            | 220                   | 51°47′N 98°32′V / 51.783°N 98.533°V             |
| Mjølnir         | Marea Barents, Norvegia                      | 40            | 142                   | 73°48′N 29°40′E / 73.800°N 29.667°E             |
| Woodleigh       | Australia de Vest, Australia                 | 40            | 364                   | 26°3′S 114°40′E / 26.050°S 114.667°E            |
| Carswell        | Saskatchewan, Canada                         | 39            | 115                   | 58°27′N 109°30′V / 58.450°N 109.500°V           |
| Clearwater West | Quebec, Canada                               | 36            | 290                   | 56°13′N 74°30′V / 56.217°N 74.500°V             |
| Manson          | Iowa, Statele Unite ale Americii             | 35            | 73,8                  | 42°35′N 94°33′V / 42.583°N 94.550°V             |
| Yarrabubba      | Australia de Vest, Australia                 | 30            | 2.000                 | 27°10′S 118°50′E / 27.167°S 118.833°E           |
| Keurusselkä     | Finlanda                                     | 30            | 1.800                 | 62°8′N 24°36′E / 62.133°N 24.600°E              |
| Shoemaker       | Australia de Vest, Australia                 | 30            | 1.630                 | 25°52′S 120°53′E / 25.867°S 120.883°E           |
| Insulele Slate  | Ontario, Canada                              | 30            | 450                   | 48°40′N 87°0′V / 48.667°N 87.000°V              |
| Mistastin       | Newfoundland și Labrador, Canada             | 28            | 36                    | 55°53′N 63°18′V / 55.883°N 63.300°V             |
| Clearwater East | Quebec, Canada                               | 26            | 290                   | 56°04′N 74°06′V / 56.067°N 74.100°V             |
| Kamensk         | Districtul Federal Sudic, Rusia              | 25            | 646                   | 48°21′N 40°30′E / 48.350°N 40.500°E             |
| Steen River     | Alberta, Canada                              | 25            | 91                    | 59°30′N 117°38′V / 59.500°N 117.633°V           |
| Strangways      | Teritoriul de Nord, Australia                | 25            | 646                   | 15°12′S 133°35′E / 15.200°S 133.583°E           |
| Boltysh         | Regiunea Kirovohrad, Ucraina                 | 24            | 65,17                 | 48°54′N 32°15′E / 48.900°N 32.250°E             |
| Nördlinger Ries | Bavaria, Germania                            | 24            | 14,8                  | 48°53′N 10°34′E / 48.883°N 10.567°E             |
| Presqu'île      | Quebec, Canada                               | 24            | 500                   | 49°43′N 74°48′V / 49.717°N 74.800°V             |
| Haughton        | Nunavut, Canada                              | 23            | 39                    | 75°23′N 89°40′V / 75.383°N 89.667°V             |
| Lappajärvi      | Finlanda                                     | 23            | 77,85 ± 0,78          | 63°12′N 23°42′E / 63.200°N 23.700°E             |
| Gosses Bluff    | Teritoriul de Nord, Australia                | 22            | 142,5 ± 0,8           | 23°49′15″S 132°18′28″E / 23.82083°S 132.30778°E |
| Rochechouart    | Franța                                       | 21            | 214 ± 8               | 45°49′27″N 0°46′54″E / 45.82417°N 0.78167°E     |
| Amelia Creek    | Teritoriul de Nord, Australia                | 20            | 1.660–600             | 20°55′S 134°50′E / 20.917°S 134.833°E           |
| Logancha        | Siberia, Rusia                               | 20            | 40 ± 20               | 65°31′N 95°56′E / 65.517°N 95.933°E             |
| Obolon'         | Regiunea Poltava, Ucraina                    | 20            | 169 ± 7               | 49°35′N 32°55′E / 49.583°N 32.917°E             |

## Toate craterele de impact enumerate în ordine alfabetică
Vezi și:
- Lista craterelor de impact din Africa
- Lista craterelor de impact din America de Nord
- Lista craterelor de impact din America de Sud
- Lista craterelor de impact din Antarctida
- Lista craterelor de impact din Asia
- Lista craterelor de impact din Australia
- Lista craterelor de impact din Europa